# Antigua y Barbuda en los Juegos Olímpicos de Atenas 2004
Antigua y Barbuda estuvo representada en los Juegos Olímpicos de Atenas 2004 por un total de 5 deportistas, 3 hombres y 2 mujeres, que compitieron en 2 deportes.
El portador de la bandera en la ceremonia de apertura fue el atleta Daniel Bailey. El equipo olímpico antiguano no obtuvo ninguna medalla en estos Juegos.